# Karl Philipp Stamitz
Carl Philipp Stamitz (češko: Karel Stamic), češko-nemški violinist in skladatelj, * 7. maj 1745, Mannheim, † 9. november 1801, Jena.
Sin Johanna Stamitza, Carl Philipp, se je skladanja učil pri očetu in njegovih tovariših iz kroga mannheimske šole. Od mladih nog je igral v mannheimskem orkestru, po letu 1770 je deloval v Parizu v službi vojvode de Noailles, kasneje pa je kot virtuoz na violini, violi in violi da gamba nastopal po vsej Evropi. Leta 1777 je knez Karl Theodor, nestor mannheimske šole, zapustil Mannheim in se preselil v München, saj je z izumrtjem glavne veje rodbine Wittelsbach podedoval vojvodino Bavarsko. Zlati časi za mannheimske glasbenike so minili. Karl Stamitz se je potikal po svetu, nastopal in dirigiral ter skušal iztržiti čim več za svoje neštete simfonije, kvartete, koncerte in koncertantne simfonije (po tej glasbeni obliki je posebno znan). Leta 1795 se je ustalil v Jeni kot dirigent in pedagog. Umrl je zelo zadolžen in upniki so njegovo zbirko not razprodali na dražbi. 